# Château de Chaulnes (Chaulnes)
Cet article concerne l'ancien château situé à Chaulnes. Pour le château situé à Noyarey, voir Château de Chaulnes.
Le château de Chaulnes est un château détruit, anciennement situé sur la commune de Chaulnes (Somme), en Picardie, France.
Il en reste quelques vestiges. Ses jardins étaient réputés au XVIIe siècle.

## Histoire

### Époque médiévale
La forteresse est rasée par les Bourguignons en 1472.
Ancienne propriété de la famille de Brimeu, elle entre dans la famille d'Ongnies, par le mariage, vers 1440, entre Jeanne de Brimeu, dame de Chaulnes, et Antoine d'Ongnies, seigneur de Bruay, gouverneur de Lille.

### Au XVIe siècle
Vers 1555, lorsque la seigneurie appartient à Louis d'Ongnies, leur arrière-petit-fils, cette forteresse est remplacée par un vaste château de plaisance . En 1563, Louis d'Ongnies, surintendant des finances du Roi Charles IX, est fait comte de Chaulnes.

### Au XVIIe siècle

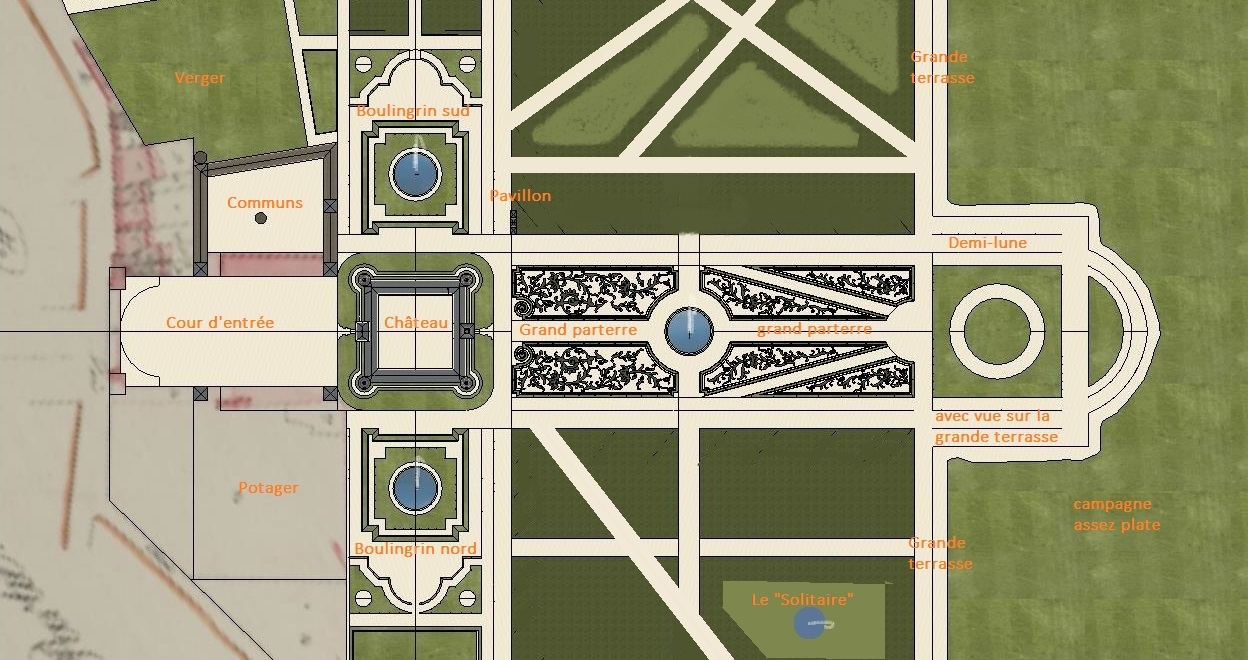
Restitution du plan du jardin du château de Chaulnes (Chaulnes), fin du XVIIe siècle

Sa descendante Charlotte d'Ailly épouse en 1620 Honoré d'Albert, maréchal de France en 1619, qui est fait en 1621 duc de Chaulnes et pair de France.
Devenu le siège d'un duché-pairie, le château est alors augmenté : plan à quatre corps de bâtiment autour d'une cour carrée, cernés de fossés sans eau, entourés d'un parc à la française de 70 hectares (gravure de Pérelle).
En 1632, le maréchal duc de Chaulnes y reçoit le roi Louis XIII et la Reine. En 1641, il y reçoit Richelieu.
Vers 1675, une cinquantaine d'années après l'érection en duché-pairie, le 3e duc de Chaulnes confie à Jules Hardouin-Mansart le soin de réaménager et d'embellir le château et ses abords.
La marquise de Sévigné en donne une description en 1689, date de son séjour.
Elle était en effet très proche du 3e duc de Chaulnes, gouverneur de Bretagne.

« Cette maison est très belle et d'un grand air quoique démeublée et les jardins négligés... Il est aisé d'imaginer les beautés de ces promenades : tout est régulier et magnifique ; un grand parterre en face, des boulingrins vis-à-vis des ailes ; un grand jet d'eau dans le parterre, deux dans les boulingrins et un autre, tout égaré dans le milieu d'un pré, qui est admirablement nommé le solitaire ; un beau pays, de beaux appartements, une vue agréable quoique plate ; de beaux meubles que je n'ai point vus »

— Mme de Sévigné, description de Chaulnes, 1689

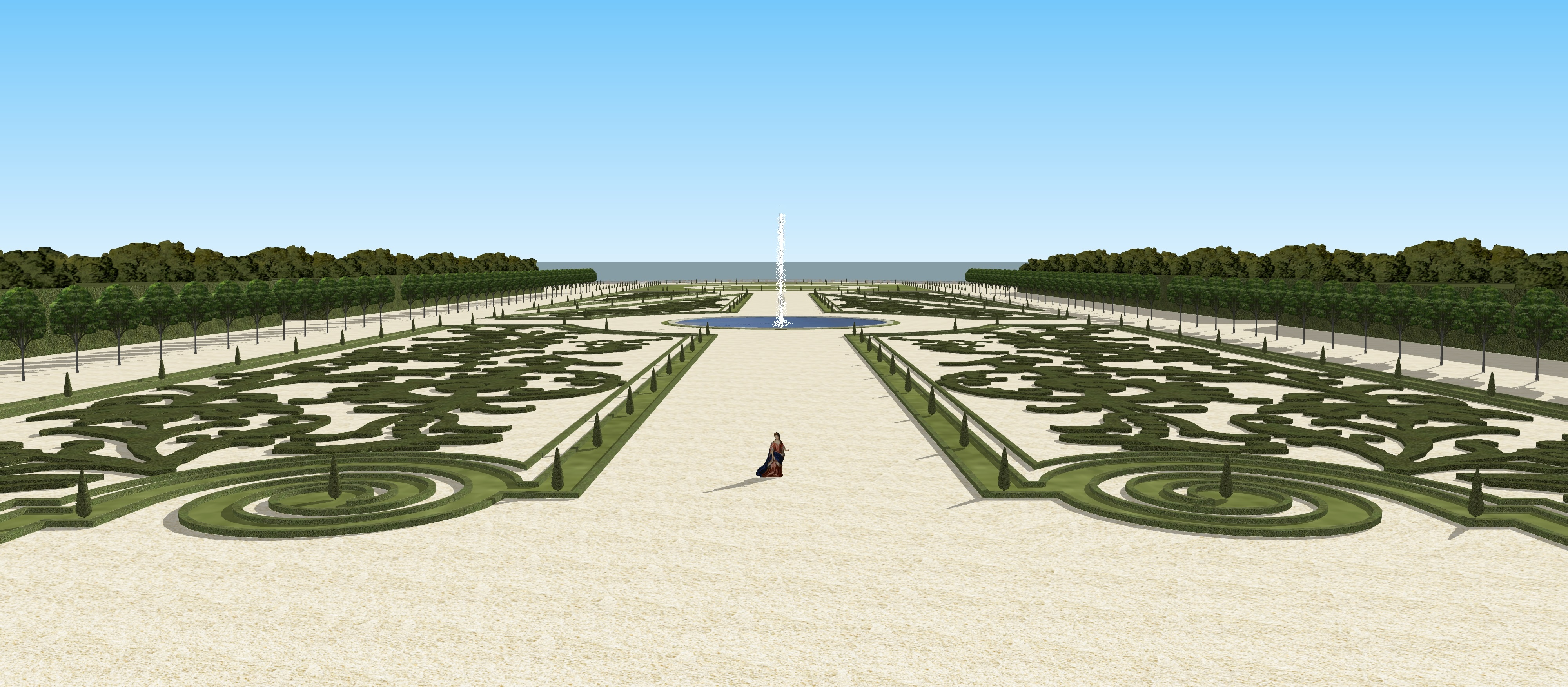
Restitution du grand parterre du château de Chaulnes (Chaulnes), au XVIIe siècle, vers 1680.
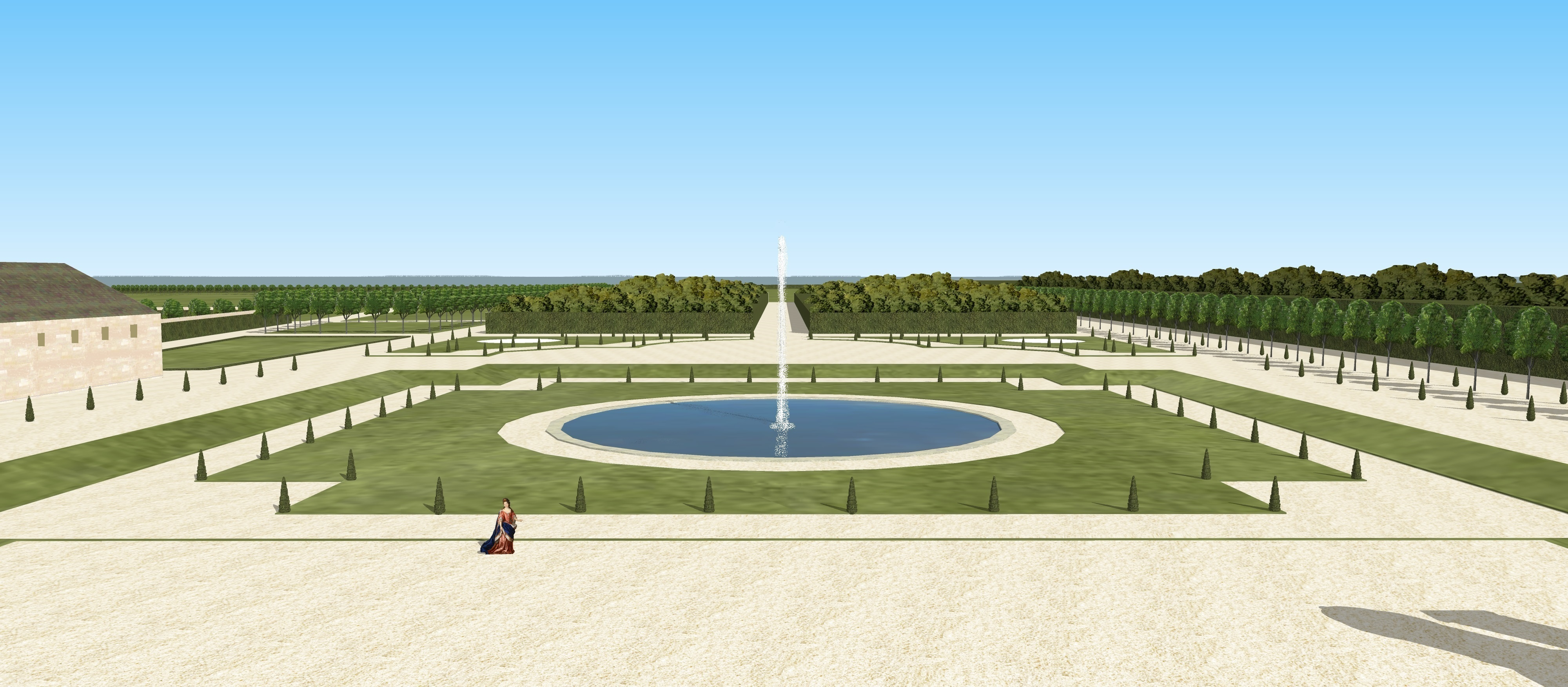
Restitution du Boulingrin est du château de Chaulnes, vers 1685.
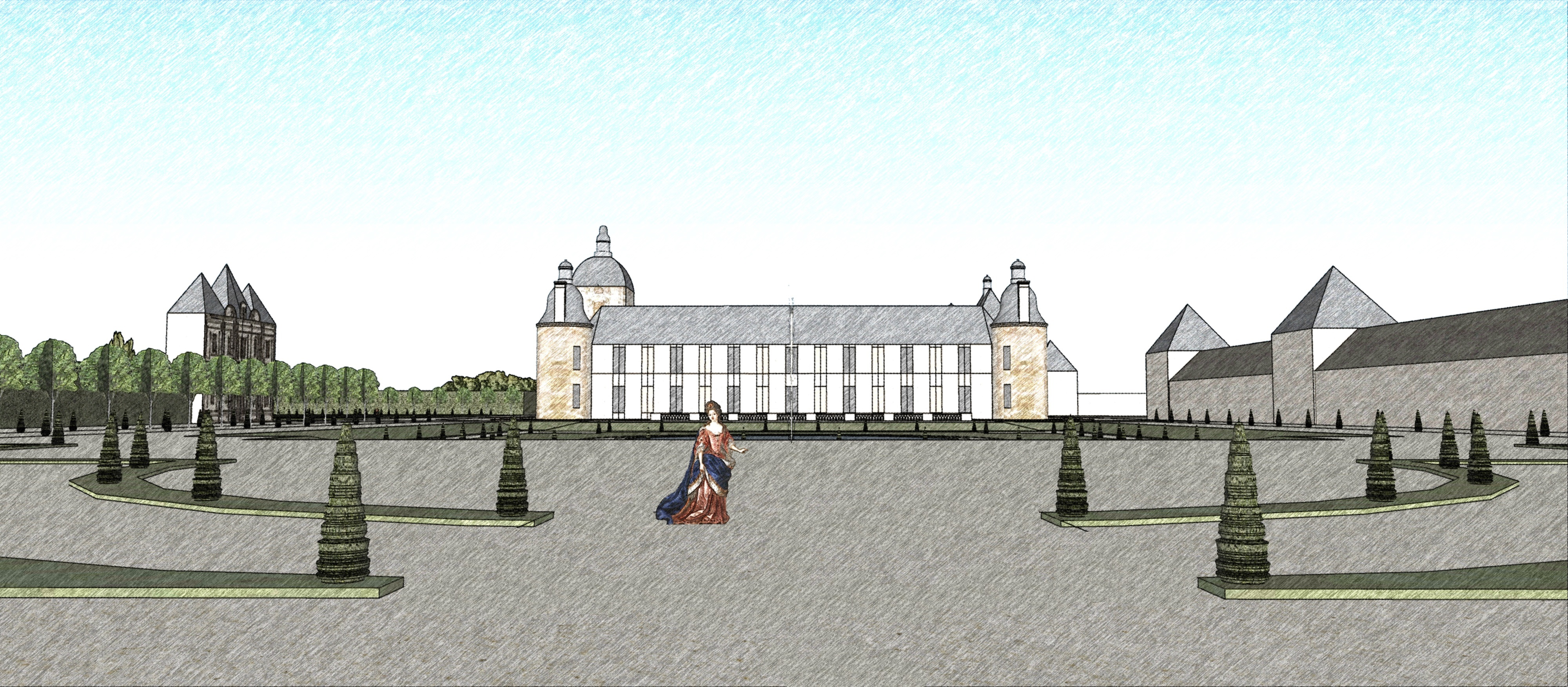
Schéma du château de Chaulnes vu depuis le bout du Boulingrin est, vers 1690.

Le parc était dessiné à la française, avec cinq gros jets d'une eau amenée par une machinerie dissimulée dans le pigeonnier.

### Au XVIIIe siècle
Le bâtiment dit de la garde d'honneur, à gauche de l'avant-cour, est construit en brique et pierre vers 1750 pour servir d'habitation aux officiers du 5e duc de Chaulnes.
Des pavillons sont également construits à la même époque, en brique et pierre, de chaque côté de la grille d'entrée.
Dans les années 1760, le parc est, en partie, redessiné à l'anglaise.
Le domaine souffre du manque de ressources du 6e duc de Chaulnes et de son abandon pendant la Révolution.

### Au XIXe siècle
Il est vendu en 1806, avec les 350 hectares du domaine, puis rasé.
Revendu en 1810, le domaine est acheté par Marie Denise de Beaumont, qui le donne à son neveu Félix Bellator de Beaumont, mort sans descendance en 1866. L'ancien grand commun du 5e duc de Chaulnes fait à cette époque office de "château".

### Au XXe siècle

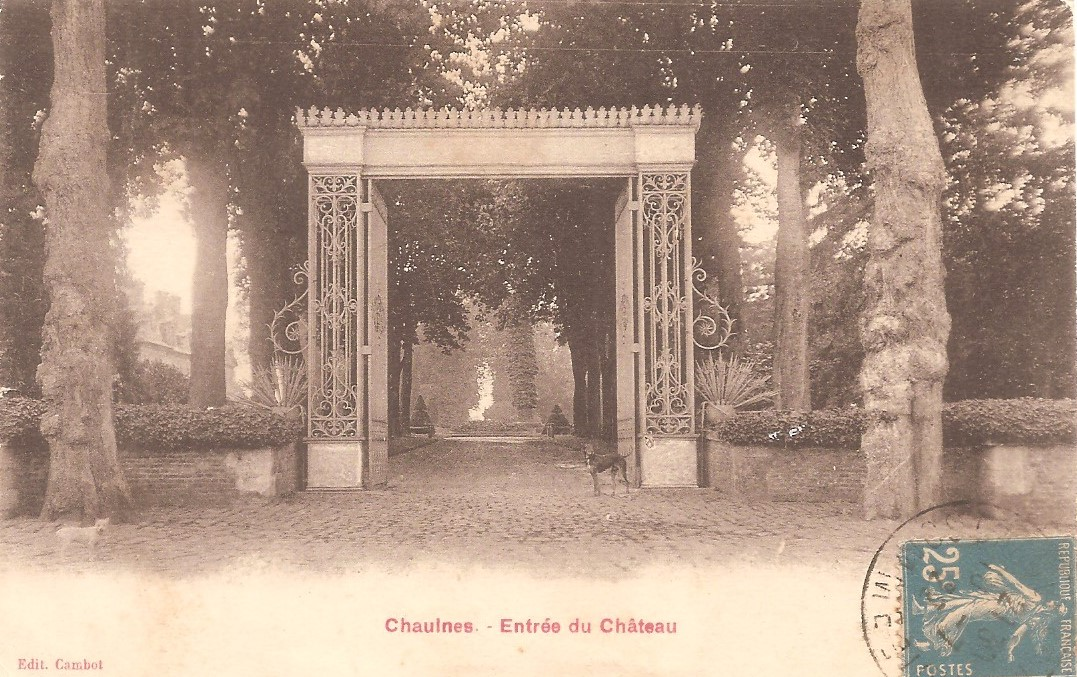
Chaulnes, grille d'entrée du château (début XXe siècle)

L'annuaire des Châteaux et des Départements signale Louis des Coutures en 1897 et 1899, qui réside également à Paris. L'édition de 1897 précise "On voit encore dans ce domaine de très beaux restes du château du duc de Chaulnes gouverneur du Roi Louis XIV en Bretagne, dont il est si souvent parlé dans les lettres de Mme de Sévigné". Les recensements de population de 1906 et 1911 indiquent la présence de la veuve de Louis des Coutures, qui habite le château avec son fils. Elle figure dans l'annuaire des Châteaux et des Départements jusqu'en 1920.

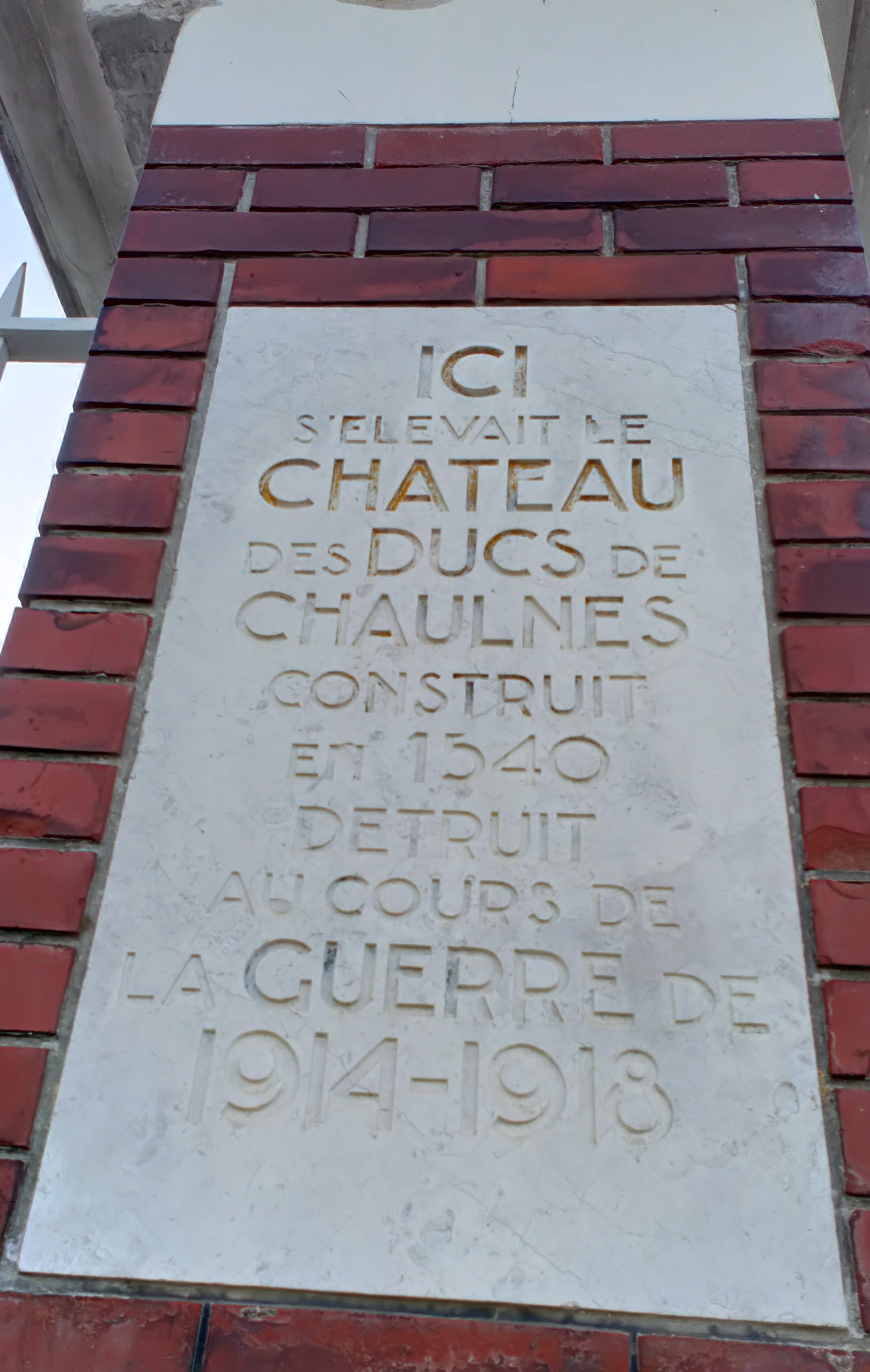
Chaulnes, plaque mémorielle de l'ancien château

De l'ancien domaine des ducs de Chaulnes ne subsistent, à la veille de la guerre de 1914-1918, que le bâtiment de la garde d'honneur, appelé "grand commun", situé dans l'avant-cour, à gauche de l'allée d'honneur, qui servait au logement des officiers du duc. Cette destination explique la sobriété architecturale du bâtiment, les fondations massives et l'épaisseur des murs de refends, enfin les effets décoratifs obtenus par l'alternance des panneaux de briques et des encadrements de pierre calcaire. Il est alors nommé communément château. Il faisait l'objet d'une mesure de classement au titre des monuments historiques (portail en ferronnerie, saut de loup et 2 pavillons en rez-de-chaussée, parc comprenant jardin potager, verger, allée creuse, ferme de la Grange, également dans l'enceinte du domaine).
Le dossier de dommages de guerre signale également la présence d'une salle de billard.

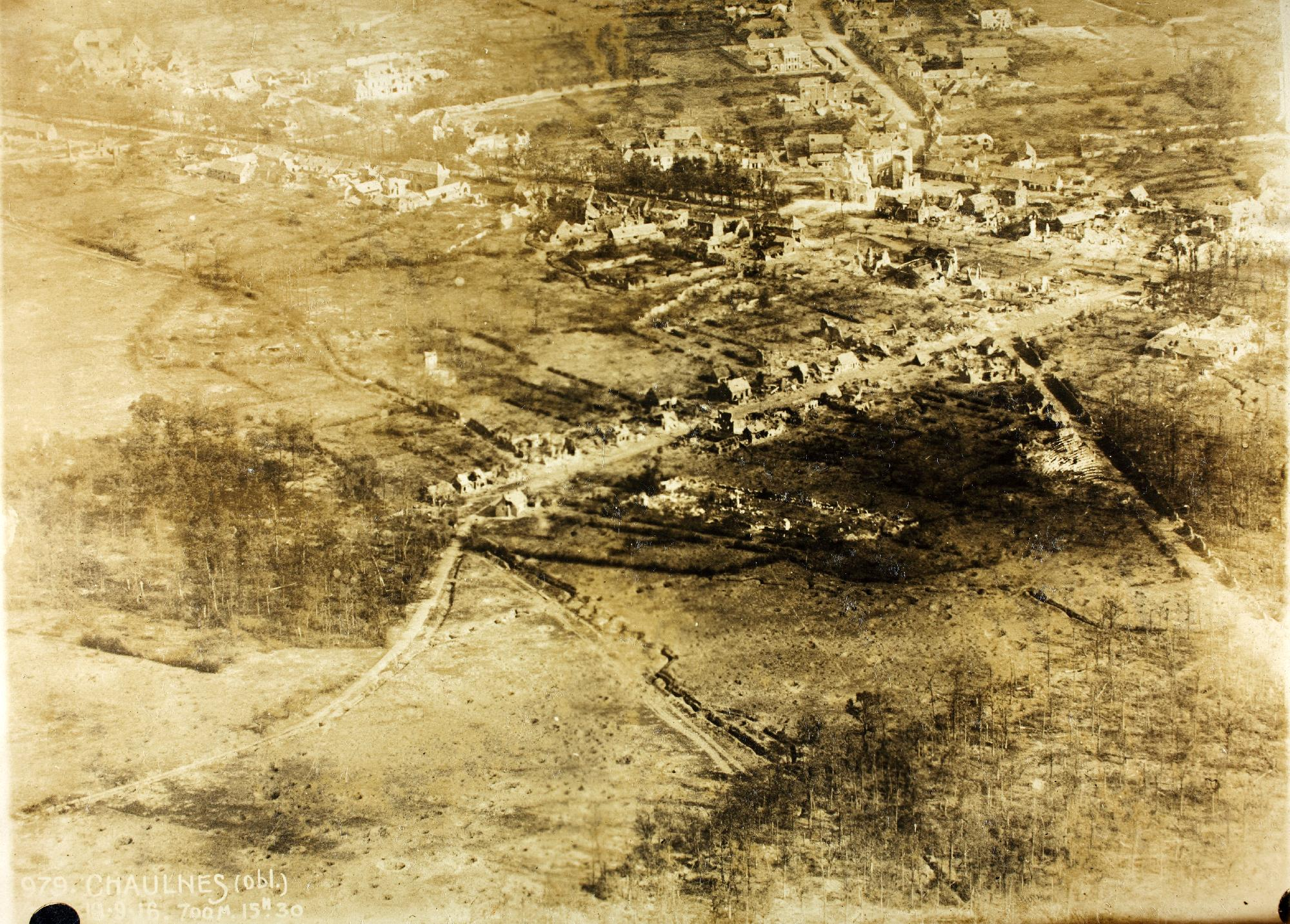
Vue aérienne de Chaulnes le 10 septembre 1916

Pendant la guerre de 1914-1918, le parc du château est occupé par l'ennemi qui y entreprend des ouvrages souterrains, abri de mitrailleuses et observatoire bétonnés. Ces ouvrages font l'objet d'un arrêté de classement en date du 23 janvier 1922 comme vestiges de la guerre.
Au lendemain du conflit, l'entrepreneur de travaux publics parisien Alfred Chouard, propriétaire du domaine, bénéficie d'indemnités de dommages de guerre pour la reconstruction des divers éléments du domaine et la reconstitution des terres agricoles entre 1926 et 1928. La ferme, reconstruite en 1927 sur les plans d'Arthur Régnier, architecte à Roye, un logis implanté dans l'axe historique du domaine en 1929, également attribuable à l'architecte.